# Egyéni rövid program szinkronúszás a 2017-es úszó-világbajnokságon
A 2017-es úszó-világbajnokságon a szinkronúszás egyéni rövid programjának selejtezőjét július 14-én, döntőjét pedig másnap, július 15-én rendezték meg a Városligetben.

## Versenynaptár
| Dátum                     | Időpont | Forduló   |
| ------------------------- | ------- | --------- |
| 2017. július 14., péntek  | 11:00   | Selejtező |
| 2017. július 15., szombat | 11:00   | Döntő     |

## Eredmény
Zölddel kiemelve a döntőbe jutottak
| Helyezés  | Versenyző                 | Nemzetiség | Selejtező | Selejtező | Döntő    | Döntő    |
| Helyezés  | Versenyző                 | Nemzetiség | Pont      | helyezés  | Pont     | Helyezés |
| --------- | ------------------------- | ---------- | --------- | --------- | -------- | -------- |
| Aranyérem | Szvetlana Kolesznyicsenko | RUS        | 94.0229   | 1         | 95.2036  | 1        |
| Ezüstérem | Ona Carbonell             | ESP        | 92.3893   | 2         | 93.6534  | 2        |
| Bronzérem | Anna Volosina             | UKR        | 90.5617   | 4         | 91.9992  | 3        |
| 4         | Yukiko Inui               | JPN        | 90.8837   | 3         | 91.7490  | 4        |
| 5         | Jacqueline Simoneau       | CAN        | 89.2331   | 5         | 89.5000  | 5        |
| 6         | Linda Cerruti             | ITA        | 87.8975   | 6         | 88.33.69 | 6        |
| 7         | Evangelia Platanioti      | GRE        | 86.9661   | 7         | 86.5328  | 7        |
| 8         | Vasiliki Alexandri        | AUT        | 82.7804   | 8         | 83.9967  | 8        |
| 9         | Min Hae-yon               | PRK        | 82.6416   | 9         | 83.1769  | 9        |
| 10        | Joana Jimenez Garcia      | MEX        | 82.0066   | 10        | 82.4507  | 10       |
| 11        | Mechnig Lara              | LIE        | 80.3468   | 11        | 81.8521  | 11       |
| 12        | Vivienne Koch             | SUI        | 80.2948   | 12        | 80.2700  | 12       |
| 13        | Kiss Szofi                | HUN        | 78.7579   | 13        |          |          |
| 14        | Giovana Stephan           | BRA        | 77.6135   | 14        |          |          |
| 15        | Nada Daabousová           | SVK        | 77.1854   | 15        |          |          |
| 16        | Lee Ri-young              | KOR        | 76.9730   | 16        |          |          |
| 17        | Michelle Zimmer           | GER        | 76.8697   | 17        |          |          |
| 18        | Dara Tamer                | EGY        | 73.9650   | 18        |          |          |
| 19        | Camila Arregui            | ARG        | 73.7771   | 19        |          |          |
| 20        | Debbie Soh                | SIN        | 72.9689   | 20        |          |          |
| 21        | Malin Gerdin              | SWE        | 72.5904   | 21        |          |          |
| 22        | Isidora Letelier          | CHI        | 72.4317   | 22        |          |          |
| 23        | Kyra Hoevertsz            | ARU        | 72.0680   | 23        |          |          |
| 24        | Gan Hua Wei               | MAS        | 71.3383   | 24        |          |          |
| 25        | Hristina Damyanova        | BUL        | 70.3736   | 25        |          |          |
| 26        | Swietłana Szczepańska     | POL        | 69.9209   | 26        |          |          |
| 27        | Nevena Dimitrijević       | SRB        | 69.8904   | 27        |          |          |
| 28        | Natalia Jenkins           | CRC        | 67.2832   | 28        |          |          |
| 29        | Carysney García           | CUB        | 65.4680   | 29        |          |          |
| 30        | Aleisha Braven            | NZL        | 64.8782   | 30        |          |          |